# Высоцкий, Василий Антипович
Василий Антипович Высоцкий (в монашестве Варлаам) — архимандрит, настоятель Троице-Сергиевой лавры, духовник царевны Натальи Алексеевны и вероятно её старшей сестры Екатерины Алексеевны, духовник (1732-1734) императрицы Анны Иоановны, член Святейшего правительствующего синода.

## Биография
Родился в 1665 году в селе Домодедово Подольского уезда, где впоследствии его стараниями была выстроена церковь. До 1693 года проживал в Переяславском Борисоглебском монастыре, откуда в этом же году был взят в священники к церкви Рождества Пресвятой Богородицы и в этой должности состоял духовником любимый сестры Петра I — царевны Натальи Алексеевны († 1716), и вероятно её старшей сестры царевны Екатерины Алексеевны, жившей безвыездно в Москве († 1718). В 1700 году постригся в монашество с именем Валаама, в Борисоглебском монастыре, благоукрашенный его духовной дочерью — царевною Натальей Алексеевной. В 1704 году он был игуменом монастыря, где принял постриг, а в 1709 году переведён в переяславский Данилов монастырь.  Надо полагать, что через царевен Натальи и Екатерины Алексеевн, Варлаам стал известен Марте Самуиловне — впоследствии императрица (1725-1727) Екатерина I Алексеевна, и вероятно он совершил чин крещения её, при чём восприемницей была царевна Екатерина Алексеевна. С 1710 года вёл переписку с будущей императрицей Екатериной I, в которой он называет её своею духовной дочерью и употребляет ласкательные имена: "мой свет", "моя дорогая", и благодарит за прежние её писания "к его убожеству". В 1725 году Варлаам был вызван в С-Петербург к погребению императора Петра I Алексеевича, где участвовал в похоронной процессии. В 1726 году назначен настоятелем Троице-Сергиевой лавры, где построил церковь над гробом преподобного Михея Радонежского. В 1732 году императрица Анна Иоановна назначила его своим духовником и членом Святого Синода, хотя на собраниях ни разу не был и под протоколами не подписывался. В числе других отличий, предоставленных ему императрицей, значилось право называться настоятелем Троице-Сергиевой лавры и в священослужении всё употреблять и поступать, как определено Киевопечерским архимандритом и "при отправлении Божией службы для подаяния осеняльных свеч и послушания иметь при себе из мирских персон в стихарях, коли пристойно, которых и посвящать ему в чтецы и певцы самому, другим архимандритам не в образец". Занимая почётное место императорского духовника, Варлаам пользовался великим уважением императрицы Анны Иоановны, за свои личные качества и достоинства, которые, по свидетельству современников, состояли в строгой жизни по уставу церкви. За это благочестие некоторые прочили Варлаама даже в патриархи. В своих письмах в к московскому губернатору к графу Семёну Андреевичу Салтыкову императрица, в знак уважения Варлаама, просила губернатора заботиться о путевых удобствах архимандрита Варлаама во время его ежегодных поездок из С-Петербурга в Москву и в Троице-Сергиеву лавру. Вероятно, что по старости отставлен от должности в 1734 году, так как в это время упоминается новый императорский духовник Ремезов Иоанн Симеонович.
Скончался 25 июля 1737 года, погребён в основанной им, не далеко от С-Петербурга в Сергиевой-Приморской пустыни, в ризнице которой сохранялась надпись на триоди, что эта книга пожертвована монастырю на поминовение его родных — Антипа, Ксении и Мавры.

## Воспоминания современников
В борьбе, которая происходила между партией духовных особ великоруссов и малоруссов, в лице членов Синода — архиереев: Георгия Дашкова и Феофана Прокоповича, Варлаам отличался уклончивостью, которая впрочем не спасла его от злобной сатиры известного в то время сатирика А.Д. Кантемира, который осмеивая благочестие Варлаама, представлявшееся ему и его друзьям — лишь лицемерием писал: "Варлаам смирен, молчалив, как в палату войдёт, весьма низко поклонится, ко всякому подойдёт, в угол свернувшись потом, глаза в землю втупит. Бесперечь чётки в руках, на всякое слово страшнее имени Христа в устах тех готово. Молебны петь и свечи класть склонен безмерно, умильно десятью в час восхваляет веру тех, кои церковную славу расширили и великолепен храм устроили. Беспереч советует гнева удалять и досады забывать, но ищет в прах стерти тайно недруга, не даст покой и по смерти".